# Damasonium californicum
Damasonium californicum là một loài thực vật có hoa trong họ Alismataceae. Loài này được Torr. mô tả khoa học đầu tiên năm 1857.